# Security Technical Implementation Guide
En Security Technical Implementation Guide (STIG) er en cybersikkerhedsmetodologi til at standardisere sikkerhedsprotokoller indenfor datanet, servere, computere og logiske design for at øge sikkerheden. Disse vejledninger, når implementeret, øger sikkerheden af software, hardware, fysiske og logiske arkitekturer ved yderligere at reducere sårbarhedsfladen.
Eksempler hvor STIGs vil være en fordel, er ved konfiguration af en personlig computer eller en enterprise-server. De fleste styresystemer er som udgangspunkt ikke sikre, hvilket efterlader dem sårbare overfor kriminelle såsom identitetstyve og computerhackere. En STIG beskriver hvordan man minimerer datanet baserede angreb og forhindrer systemadgang, når angriberen har adgang til systemet, enten fysisk ved maskinen eller over datanet. STIGs beskriver også vedligeholdelsesprocesser såsom software-opdatering og sårbarheds-patching.
Avancerede STIGs kan dække designet af datanettet i en virksomhed; inkl. konfiguration af routere, firewalls, domain name servere og switches.